# بوم اورچر
بوم اورچر (به انگلیسی: OVERTURE) هواپیمای مافوق صوت با ۵۵ سرنشین و ۴٬۵۰۰ مایل دریایی (۸٬۳۰۰ کیلومتر) برد برنامه‌ریزی شده‌است که در سال ۲۰۲۹ توسط فناوری بوم، شرکت استارت‌آپ آمریکایی که در زمینهٔ توسعهٔ فناوری هواپیمایی فعالیت دارد معرفی شد. این شرکت ادعا می‌کند که با ۵۰۰ مسیر قابل اجرا، می‌توان
این هواپیما فاصله پاریس تا مونترال کانادا را تنها در مدت سه ساعت و ۴۵ دقیقه طی می‌کند. این هواپیما می‌تواند به سرعت ۱٫۷ برابر سرعت صوت دست پیدا کند و حدود ۲۰۰ میلیون دلار قیمت دارد و به ارتفاع بیش از ۱۵ کیلومتری از زمین اوج بگیرد.
در این هواپیما تنها یک ردیف صندلی در بخش راست و یک ردیف صندلی در بخش چپ قرار دارد و تمام مسافران دارای صندلی بیزنس کلاس خواهند بود.
این شرکت امید دارد تا سال ۲۰۲۹ این هواپیما بتواند پرواز تجاری انجام دهد.

## طراحی
پیکربندی بال آن یک بال سه‌گوش معمولی برای کشش مافوق صوت کم است. هزینه‌های تعمیر و نگهداری هواپیما باید مشابه سایر هواپیماهای فیبرکربنی باشد.

## مشخصات فنی
داده‌ها از Boom
ویژگی‌های عمومی
- ظرفیت: 65 to 88
- طول: ۲۰۵ فوت (۶۲ متر)
- پهنای بال: ۶۰[۴] فوت (۱۸ متر)
- بیشترین وزن برخاست: ۱۷۰٬۰۰۰[۵] پوند (۷۷٬۱۱۱ کیلوگرم)
- پیشرانه: ۳ عدد without پس‌سوزs رولز-رویس هلدینگ medium-bypass توربوفنs, ۱۵٬۰۰۰–۲۰٬۰۰۰[۶] پوند-نیرو (۶۷–۸۹ کیلونیوتن) thrust در هر موتور

عملکرد
- حداکثر سرعت: ۱٫۷ ماخ
- بُرد: ۴٬۲۵۰ مایل دریایی (۴٬۸۹۰ مایل، ۷٬۸۷۰ کیلومتر)
- گنجایش: 65 to ۸۸
- درازا: 205 ft (62 m)
- طول بال: 60[۴] ft (18 m)
- بیشینه وزن تیک آف: 170,000[۵] lb (77,111 kg)
- نیروی محرکه: ۳ × رولز-رویس هلدینگ medium-bypass توربوفن without پس‌سوز، 15,000–20,000[۶] lbf (67–89 kN) thrust each

کارایی
- محدوده: 4,250 nmi (4,890 mi, 7,870 km)
- طول میدان متوازن: 10,000 ft (3,048 m)[۷]

## بازار
شرکت هواپیمایی آمریکایی یونایتد ایرلاینز اعلام کرده‌است که قصد دارد هواپیمای فوق سریع را از شرکت Boom Supersonic خریداری کرده و به این شکل سنت پروازهای مسافربری با استفاده از هواپیماهای مافوق صوت را احیا کند. این شرکت قصد دارد ۱۵ فروند هواپیمای «اورتور» (Overture) خریداری کند و در آینده ممکن است ۳۵ فروند دیگر از این نوع را نیز بخرد. قیمت هر فروند از این هواپیماها ۲۰۰ میلیون دلار خواهد بود.